# John F. Akers
John Frank Akers (* 16. Februar 1906; † 10. Oktober 1967 in Los Angeles County, Kalifornien) war ein US-amerikanischer Botaniker.
Sein offizielles botanisches Autorenkürzel lautet „Akers“.

## Leben und Wirken
Akers spezialisierte sich auf die Kakteengewächse (Cactaceae). Er sammelte von 1943 bis 1947 in Peru.
1947 stellte Akers die Gattung Peruvocereus auf, die heute zu Haageocereus gerechnet wird. 1949 beschrieb er gemeinsam mit Howard Wilfred Johnson die Gattung Azureocereus. Diese Gattung zählt heute zu Browningia. In der Zeitschrift Succulenta beschrieb er 1950 gemeinsam mit dem niederländischen Botaniker Albert Frederik Hendrik Buining die Gattung Maritimocereus, die heute ein Synonym zu Cleistocactus ist.
Von 1941 bis 1957 war er für die Cactus and Succulent Society of America (CSSA) tätig. In den Jahren von 1946 bis 1955 veröffentlichte Akers Beiträge in der Zeitschrift Cactus and Succulent Journal.

## Ehrentaxon
Albert Frederik Hendrik Buining benannte 1961 die Kakteengattung Akersia (heute in die Gattung Cleistocactus eingegliedert) zu Ehren Akers.